# Мой ужин с Эрве
«Мой ужин с Эрве» (англ. My Dinner with Hervé) — американский телевизионный художественный фильм на основе реальных событий, вышедший на канале HBO в 2018 году.

## Сюжет
Журналист Дэнни Тейт приезжает в Лос-Анджелес, чтобы взять несколько интервью. Один из его собеседников — актёр Эрве Вильшез, известный по ролям второго плана в фильме «Человек с золотым пистолетом» и сериале «Остров фантазий». История жизни бывшей знаменитости оказывается более интересной, чем изначально казалось репортёру.

## Актёры
- Питер Динклэйдж — Эрве Вильшез
- Джейми Дорнан — Дэнни Тейт
- Энди Гарсиа — Рикардо Монтальбан
- Мирей Инос — Кэйти Селф
- Уна Чаплин — Кэти
- Гарриет Уолтер — Баскин
- Дэвид Стрэтэйрн — Марти Ротштейн

## Отзывы
Фильм получил положительные оценки от большинства критиков. Сайт Rotten Tomatoes даёт ему рейтинг 83 % на основе анализа 23 профессиональных рецензий.

## Награды и номинации
| Награда                      | Дата вручения    | Категория        | Номинанты и получатели | Результат | П.    |
| ---------------------------- | ---------------- | ---------------- | ---------------------- | --------- | ----- |
| Выбор телевизионных критиков | 13 января 2019   | Лучший телефильм | Мой ужин с Эрве        | Номинация | [ 4 ] |
| Эмми                         | 22 сентября 2019 | Лучший телефильм | Мой ужин с Эрве        | Номинация | [ 5 ] |